# Wildcats de Villanova
Pour les articles homonymes, voir Villanova.
Les Wildcats de Villanova (en anglais : Villanova Wildcats) sont un club omnisports universitaire de l'Université Villanova à Villanova, en Pennsylvanie.
Les équipes des Wildcats participent aux compétitions universitaires organisées par la National Collegiate Athletic Association et évolue dans la Big East Conference.
Villanova a remporté la March Madness en 1985, 2016 et en 2018.

## Basketball

### Palmarès
- Basket-ball : 1985, 2016 et 2018

### Entraîneurs
Le tableau suivant présente la liste des entraîneurs du club depuis 1920.
| Rang | Nom               | Période   |
| ---- | ----------------- | --------- |
| 1    | Michael Saxe (en) | 1920-1926 |
| 2    | John Cashman (en) | 1926-1929 |

| Rang | Nom                      | Période   |
| ---- | ------------------------ | --------- |
| 3    | George Jacobs (en)       | 1929-1936 |
| 4    | Alexander Severance (en) | 1936-1961 |

| Rang | Nom                   | Période   |
| ---- | --------------------- | --------- |
| 5    | Jack Kraft (en)       | 1961-1973 |
| 6    | Rollie Massimino (en) | 1973-1992 |

| Rang | Nom               | Période     |
| ---- | ----------------- | ----------- |
| 7    | Steve Lappas (en) | 1992-2001   |
| 8    | Jay Wright (en)   | 2001-2022   |
| 9    | Kyle Neptune (en) | depuis 2022 |

## Football américain

### Entraîneurs
Le tableau suivant présente la liste des entraîneurs du club depuis 1894.
| Rang | Nom                              | Période   |
| ---- | -------------------------------- | --------- |
| 1    | Mike Murphy                      | 1894      |
| 2    | James A. McDonald                | 1895-1896 |
| 3    | John F. Bagley                   | 1897-1898 |
| 4    | Dick Nallin                      | 1899      |
| 5    | John Powers & John J. Egan       | 1900      |
| 6    | John J. Egan                     | 1901      |
| 7    | Richard Kelly & Timothy O'Rourke | 1902      |
| 8    | Martin Caine                     | 1903      |
| 9    | Fred Crolius                     | 1904-1911 |

| Rang | Nom               | Période   |
| ---- | ----------------- | --------- |
| 10   | Charles McGeehan  | 1912      |
| 11   | Ted St. Germaine  | 1913      |
| 12   | Dutch Sommer      | 1914-1915 |
| 13   | Edward Bennis     | 1916      |
| 14   | Thomas Reap       | 1917-1920 |
| 15   | Allie Miller      | 1921-1922 |
| 16   | Hugh McGeehan     | 1923      |
| 17   | Dutch Sommer      | 1924      |
| 18   | Harry Stuhldreher | 1925-1935 |

| Rang | Nom                        | Période   |
| ---- | -------------------------- | --------- |
| 19   | Maurice J. "Clipper" Smith | 1936-1942 |
| 20   | Jordan Olivar              | 1943-1948 |
| 21   | Jim Leonard                | 1949-1950 |
| 22   | Art Raimo                  | 1951-1953 |
| 23   | Frank Reagan               | 1954-1959 |
| 24   | Joseph Rogers              | 1959      |
| 25   | Alexander F. Bell          | 1960-1966 |
| 26   | Jack Gregory               | 1967-1969 |
| 27   | Lou Ferry                  | 1970-1974 |

| Rang | Nom           | Période   |
| ---- | ------------- | --------- |
| 28   | Jim Weaver    | 1974      |
| 29   | Dick Bedesem  | 1975-1980 |
| 30   | Pas d'équipe  | 1981-1983 |
| 31   | Andy Talley   | 1984-2016 |
| 32   | Mark Ferrante | 2017-     |

### Palmarès
- Football américain : 2009 Division I FCS

## Palmarès

### Hommes
- Cross-country : 1966, 1967, 1968 et 1970
- Football américain : 2009 Division I FCS
- Track-and-field en intérieur : 1968, 1971 et 1979
- Track-and-field en extérieur : 1957

### Femmes
- Cross-country : 1989, 1990, 1991, 1992, 1993, 1994, 1998, 2009, 2010